# Ujedinjena Republika Srpska
Ujedinjenje Republike Srpske Krajine i Republike Srpske je bio politički projekt velikosrpskih političara iz Hrvatske i BiH iz uvodnog razdoblja velikosrpske agresije na Hrvatsku i BiH.
Projekt nije zaživio. Cijelo je pak vrijeme rata Hrvatskoj i BiH visio kao "mač nad glavom", jer velikosrpska vodstva iz Hrvatske i BiH nikad nisu odustale od tog projekta, pa od te namjere nisu odustali ni početkom kolovoza 1995., dakle, neposredno uoči Oluje. Ujedinjenjem bi se tih područja pod nadzorom pobunjenih hrvatskih Srba i područja u BiH pod nadzorom R. Srpske dodatno razbijala granica RH i BiH, dodatno se kompaktirala Velika Srbija, a prijetila je opasnost da nakon višegodišnje nemogućnosti kontrole granica aktiviraju se mehanizmi međunarodnog prava koje bi velikosrbima dala područja Hrvatske i BiH u krajevima cementiranih višegodišnjom okupacijom.

## Povijest

### 1991.
Vodstvo pobunjenih Srba u Hrvatskoj pokrenulo je 1991. pregovore s predstavnicima Srba u Bosni i Hercegovini, čiji je cilj bilo ujedinjenje "SAO Krajine", odnosno "Republike Srpske Krajine" i "Republike Srpske", u novu srpsku državu pod imenom "Ujedinjena Republika Srpska". Dana 27. lipnja 1991. god. donijeli su srpski političari iz Hrvatske i Bosne i Hercegovinu "Deklaraciji o ujedinjenju Zajednice opština Bosanska Krajina i Srpske autonomne oblasti Krajina", kao etapi u planu kojemu je cilj "ujedinjenje srpskog naroda u državu čiji se sadržaj izražava kroz načelo da svi Srbi žive u jednoj državi".
24. lipnja 1991. premijer t.zv. SAO Krajine Milan Babić i Vojo Kuprešanin, predsjednik Vijeća općina Bosanske Krajine potpisali su "sporazum o suradnji". U Bosanskom Grahovu usvojena je Deklaracija o ujedinjenju Bosanske Krajine i SAO Krajine.
Sporazum je sadržavao devet poglavlja. Potpisnici su se dogovorili u integraciju u području ekonomije, politike, kulture, obrazovanja, zdravstva, socijalnog rada i socijalne politike, prijevoza i komunikacija, informacije, obrane te inim područjima u kojima bi se mogla pojaviti potreba za kooperacijom. Prema sporazumu, u slučaju raspada Jugoslavije, surađivat se sukladno svim ------ provizijama zaključenog sporazuma, ali ako stvari ostanu kako su bile u onom trenutku, surađivat će samo u područjima poslovanja, ekonomije, kulture i informacije.
Projekt je tempiran za dan ranije od dana za koji su Republika Hrvatska i Slovenija najavile proglašenje razdruženja, 25. lipnja 1991.
U "Deklaraciji o ujedinjenju Zajednice općina Bosanska Krajina i Srpske autonomne oblasti Krajina", donesenoj 27. lipnja 1991., kao "imperativni zahtjev" ističe "ujedinjenje srpskog naroda u državu čiji se sadržaj izražava kroz načelo da svi Srbi žive u jednoj državi". Ujedinjenje spomenutih dviju srpskih Krajina - u Hrvatskoj i u BiH, u Deklaraciji je označeno kao "značajan korak u procesu srpskog državnog objedinjavanja nakon razjedinjavanja Jugoslavije", uz odluke da će "prema drugim subjektima Ujedinjena Krajina nastupati jedinstveno", te da će "svoju političku aktivnost usmjeriti u smjeru vlastite integracije i integracije srpskog naroda u cjelini, a sve s ciljem stvaranja jedinstvene države u kojoj će živjeti svi Srbi na Balkanu".
Dokumenti srpske strane nedvojbeno su potvrdili namjeru vodstva pobunjenih hrvatskih Srba da već 1991. na dijelu teritorija Republike Hrvatske stvore srpsku državu i ujedine se s Republikom Srpskom, a zatim i sa Srbijom, odnosno Saveznom Republikom Jugoslavijom "ili da ostanu u tzv. krnjoj Jugoslaviji".

### 1992.
"Protokolom o suradnji između vlada Republike Srpske i Republike Srpske Krajine", donesenom 22. rujna 1992. u Banjoj Luci nastavljen je proces pregovaranja o ujedinjenju Srba iz Hrvatske i Bosne i Hercegovine. U njemu je, između ostaloga, predviđeno "uspostavljanje istog oblika vladavine i političkog sustava", određivanje istih državnih simbola, te uspostavljanje zajedničke obrane i jedinstvenog zapovjedništva. Tako navedeni ciljevi bili su sukladni s "osnovnim programskim načelima i ciljevima Srpske demokratske stranke (SDS)" u Hrvatskoj, iznesenim u rujnu 1992. u Kninu: "SDS će se kao i do sada zalagati da se RSK ujedini s ostalim srpskim zemljama, ponajprije s Republikom Srpskom od koje je u bližoj prošlosti bila neprirodnim, administrativnim, načinom podijeljena." Odlučnost u provođenju spomenutoga procesa ujedinjenja potvrđuje donošenje "Deklaracije o ujedinjenju Republike Srpske Krajine i Republike Srpske", 31. listopada 1992. u Prijedoru, kojom su praktično započele pripreme za ujedinjenje "RSK" i "Republike Srpske". Na temelju spomenute "Deklaracije", 24. travnja 1993. u Banjoj Luci je donijeta odluka o konstituiranju zajedničke "Narodne skupštine Republike Srpske Krajine i Republike Srpske, kao zajedničkog organa Republike Srpske Krajine i Republike Srpske"; kao mjesto zasijedanja te skupštine predviđena je Banja Luka.

### 1993.
5. lipnja 1993. paradržava pobunjenih hrvatskih Srba odlučila je raspisati referendum na temu izjašnjavanja svojeg stanovništva o pitanju ujedinjenja t.zv. RSK i R. Srpske. Pitanje je glasilo "Jeste li za ujedinjenje RSK i Republike srpske u jedinstvenu državu uz mogućnost ujedinjenja s ostalim srpskim zemljama"? Odluku je potpisao 5. lipnja 1993. u Kninu predsjednik t.zv. RSK Mile Paspalj. Zakazan je 19. i 20. lipnja 1993. godine, uz veliku potporu pobunjenih Srba.
19. srpnja 1993. se je na zajedničkoj sjednici Vlada Republike Srpske i t.zv. RSK raspravljalo o ujedinjenju ovih dviju paradržavnih tvorevina.

### 1995.
Prijetnja ujedinjenjem aktivirala se 1995., kad je Hrvatska operacijom Bljesak nanijela prvi veliki teritorijalni gubitak pobunjenim hrvatskim Srbima, koji nisu doživjeli od operacije Otkos 10. Nakon tog katastrofalnog poraza pobunjenih hrvatskih Srba, njihovo je vodstvo odlučilo je ubrzati proces ujedinjenja t.zv. "Republike Srpske Krajine" i "Republike Srpske".
Tako je u izlaganju na sjednici "Skupštine Republike Srpske Krajine", održanoj 18. svibnja 1995. u Borovu Selu, t.zv. predsjednik t.zv. RSK Milan Martić, između ostaloga, naglasio: "Ujedinjenje RSK i RS mora postati pitanje sata, a ne više dana ili mjeseci. Sve drugo vodi Krajinu u propast. (...) Jedinstvena srpska država, to je rješenje našeg problema." Na istoj sjednici, 20. svibnja 1995. skupština pobunjeničke tvorevine donijela je "Odluku o pristupanju realizaciji ujedinjenja Republike Srpske Krajine i Republike Srpske". Da je proces ujedinjenja t.zv. "Republike Srpske Krajine" i "Republike Srpske" tada ušao u završnu fazu svjedoči mišljenje "Kabineta predsjednika Republike Srpske Krajine" o prednacrtu paketa zakona za pripremu akata "Ujedinjene Republike Srpske", izneseno 29. lipnja 1995. u Kninu. U mišljenju je posebno naglašena suglasnost da "upravno središte buduće Ujedinjene Republike Srpske bude u Banjoj Luci".
U okupiranoj se istočnoj Slavoniji pojavio otpor ovom ujedinjenju. To je bilo pod utjecajem Gorana Hadžića. Motiv tom protivljenju bili su ondašnji loši odnosi bosanskih Srba s Miloševićem, o kome su pobunjeni hrvatski Srbi u potpunosti ovisili. O tome svjedoči Reakcija Koordinacijskog odbora Slavonije, Baranje i Zapadnog Srijema na Odluku o ujedinjenju Republike Srpske i Republike Srpske Krajine od 25. svibnja 1995.
Ideja o ujedinjenjem intenzivirala se je kad su snage Vojske Republike Srpske i pobunjenih hrvatskih Srba krenule u ofenzivu na bihaćku enklavu; da je ista pala, izvjestan je bio novi pokolj kao u Srebrenici, Hrvatsku bi preplavio novi val prognanika i izbjeglica, a Hrvatska i BiH bi se suočile s novim problemom: t.zv. RSK i RS oslobodile bi mnoštvo vojnih snaga koje su im bile vezane čuvanjem bojišnice prema slobodnoj bihaćkoj enklavi, koja je funkcionirala kao uspješni desant HV unutar neprijateljskog teritorija, kao izdvojeni korpus Hrvatske vojske. Osvajanjem bihaćke enklave bi takvim vojnim uspjehom pobunjeni Srbi u Hrvatskoj, ali i Srbi u Bosni, podigli bi svoj tada prilično poljuljani moral koji je bio u višegodišnjem opadanju.
Vremenom je Slobodan Milošević shvatio da vojno neće moći ostvariti sve što je bilo planirano, pa je "politikom sporazuma", za koju je zajedno s premijerom t.zv. RSK Borislavom Mikelićem vjerovao da je tada bila najpovoljnija za (pobunjene) Srbe u Hrvatskoj, nastojao zadržati već ostvareno, odnosno osvojeno. No smatrajući Mikelića izdajnikom i protiveći se njegovoj politici, vodstvo pobunjenih hrvatskih Srba okrenulo se Palama. Na sjednici t.zv. Skupštine t.zv. RSK u Kninu 29. svibnja 1995. Borislav Mikelić je smijenjen, a dana je suglasnost na "odluku o državnom ujedinjenju RSK i Republike Srpske". Zbog toga je u intervjuu od 9. lipnja 1995. Borislav Mikelić osudio Milana Martića i Milana Babića za sprječavanje svakog pokušaja dogovora s Hrvatskom. Objašnjavajući razloge zbog kojih je "protiv brzog, ishitrenog i nepromišljenog ujedinjenja", zapravo je istaknuo Miloševićev plan kako skinuti sankcije srbijansko-crnogorskoj federaciji i ostvariti krajnji cilj velikosrpske politike - ujedinjenje zemalja koje su proglasili srpskim u jednu državu: Tu prije svega mislim na skidanje sankcija SR Jugoslaviji i da rukovodstvo s Pala prihvati plan Kontaktne skupine. Tad bi SR Jugoslavija mogla ući u konfederaciju ili federalni odnos s Republikom Srpskom, a onda bi se RS Krajina oslonila na takav oblik uređenja ("Jesam Miloševićev čovek", Intervju, br. 362, 9. lipnja 1995., 15). U beogradskim Večernjim novostima poslije je, u članku u kojem se zbog udaljavanja od Beograda i sprege s bosanskim Srbima kritizira politika "krajinskog vodstva", kao potvrda da su bosanski i pobunjeni hrvatski Srbi provodili politiku što bržeg međusobnog ujedinjenja, predočena Odluka o državnom ujedinjenju RSK i RS, dokument pripremljen za najavljenu, ali zbog Oluje neodržanu sjednicu skupština RSK-a i RS-a (Milorad Bošnjak, "Tvrdoglavost i naiva", Večernje novosti, 22. kolovoza 1995., 7).

### Odnos sa Srbijom
Zajednička država Srba u Hrvatskoj i Bosni i Hercegovini smatrana je prvim korakom prema konačnom ujedinjenju sa Srbijom i stvaranju jedinstvene srpske države na prostoru bivše Jugoslavije. Samo zbog međunarodnih okolnosti srbijanski predsjednik S. Milošević i Srbija, 1991., a niti poslije, nisu službeno priznali tzv. "Republiku Srpsku Krajinu" niti su pristupili otvorenom procesu ujedinjenja, iako su je u svemu pomagali, do te mjere da se činilo da je to okupirano područje RH zaista bilo dio SR Jugoslavije, odnosno jedna od srpskih pokrajina.
Vodstvo pobunjenih hrvatskih Srba je tvrdilo da je tzv. "RSK samo dio ukupne srpske zemlje, kojoj je matica i sjedište u Beogradu", da im je glavni "stvaranje samostalne države", a potom i postizanje "krajnjeg rješenja" - stvaranja "Saveza Srpskih zemalja" - "jedinstvene države sa jednim predsjednikom i jedinstvenom vladom te brisanje rijeke Une kao bilo kakve granice između jednog naroda", a potom i "brisanje rijeke Drine kao bilo kakve granice između Srba".

## Unutarnje poveznice
- s:Deklaracija o ujedinjenju Bosanske Krajine i SAO Krajine
- s:Protokol o suradnji između vlada RS i RSK
- s:Odluka o državnom ujedinjenju RSK i RS

## Vanjske poveznice
- Nenad Piskač: Velikosrpska tvorevina na hrvatskom tlu: izvorni dokumenti o djelovanju 'Republike Srpske Krajine' (VII.)  Arhivirana inačica izvorne stranice od 4. ožujka 2016. (Wayback Machine), HIC, preneseno iz Vjesnika, podlistak od 21. ožujka 2005.
- Nenad Piskač: Velikosrpska tvorevina na hrvatskom tlu: izvorni dokumenti o djelovanju 'Republike Srpske Krajine' (VIII.). Martićev pokušaj Mikulićeva rušenja.  Arhivirana inačica izvorne stranice od 5. prosinca 2007. (Wayback Machine), HIC, preneseno iz Vjesnika, podlistak od 22. ožujka 2005.
- Nenad Piskač: Velikosrpska tvorevina na hrvatskom tlu: izvorni dokumenti o djelovanju 'Republike Srpske Krajine' (IX.) Spremni za obranu "od ustaške agresije"  Arhivirana inačica izvorne stranice od 5. prosinca 2007. (Wayback Machine), HIC, preneseno iz Vjesnika, podlistak od 23. ožujka 2005.
- Nenad Piskač: Velikosrpska tvorevina na hrvatskom tlu: izvorni dokumenti o djelovanju 'Republike Srpske Krajine' (XIX.). "Život u okviru Hrvatske nije moguć.  Arhivirana inačica izvorne stranice od 4. ožujka 2016. (Wayback Machine), HIC, preneseno iz Vjesnika, podlistak od 5. travnja 2005.
- Andrija Bauer: Oluja: Hrvatska vojna operacija. Dokumenti o umiješanosti Beograda u agresiju na Republiku Hrvatsku. Put prema tzv. Ujedinjenoj Republici Srpskoj  Arhivirana inačica izvorne stranice od 17. lipnja 2012. (Wayback Machine), HIC